# Belval (Vosges)
Pour les articles homonymes, voir Belval.
Belval est une commune française située dans le département des Vosges, en région Grand Est.

## Géographie
Belval est un village de Lorraine, dans le département des Vosges. Le village se trouve au pied du col du Hantz, au fond du val de Senones, à la limite entre la Lorraine et l'Alsace. 
Il est traversé par le Bouchard, un affluent gauche du Rabodeau.

### Hydrographie et les eaux souterraines
Hydrogéologie et climatologie : Système d’information pour la gestion des eaux souterraines du bassin Rhin-Meuse :
Territoire communal : Occupation du sol (Corinne Land Cover); Cours d'eau (BD Carthage),
Géologie : Carte géologique; Coupes géologiques et techniques,
 Hydrogéologie : Masses d'eau souterraine; BD Lisa; Cartes piézométriques.
La commune est située dans le bassin versant du Rhin au sein du bassin Rhin-Meuse. Elle est drainée par le ruisseau du Voe, le ruisseau de la Grande Goutte et le ruisseau le Bouchard,.

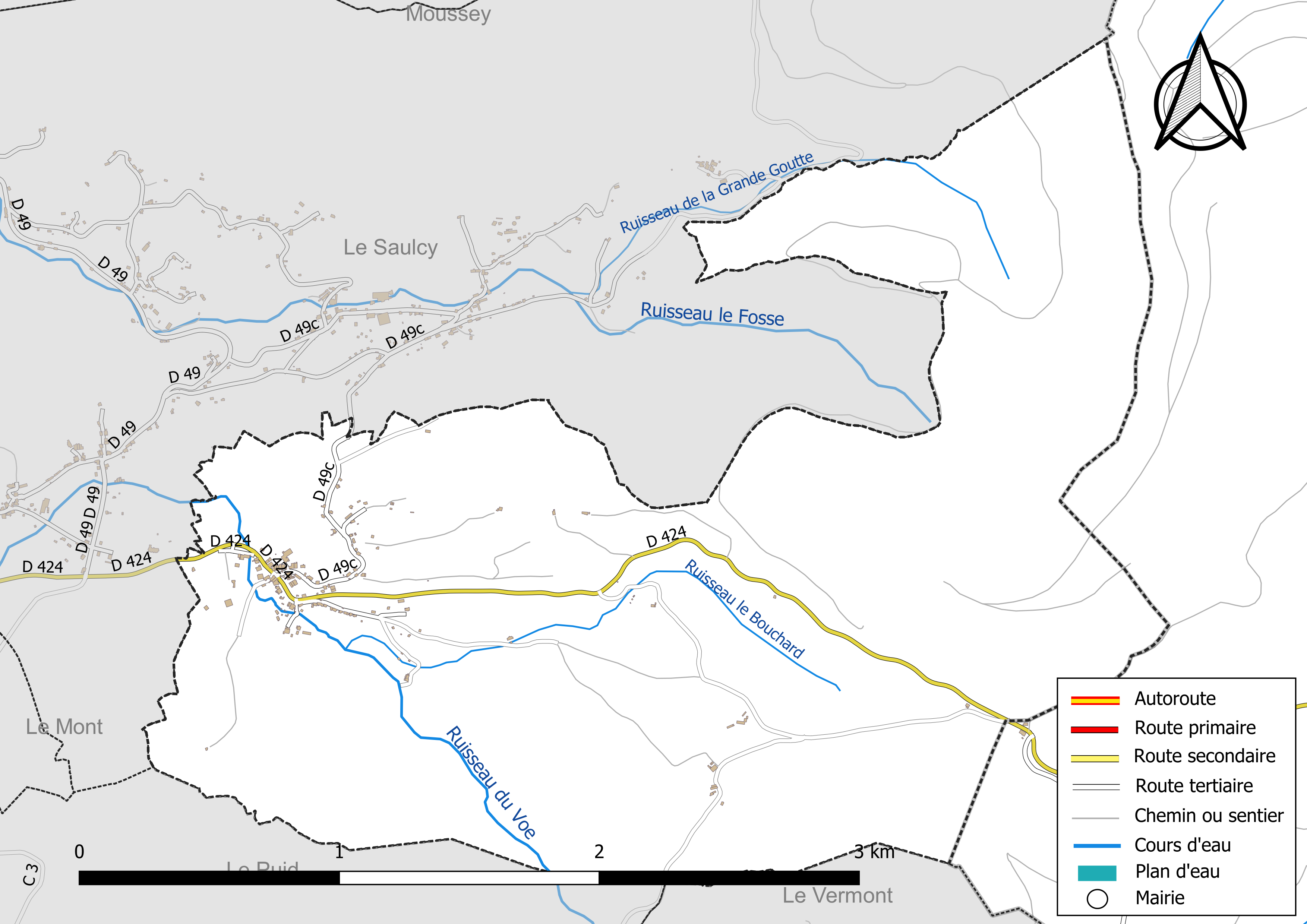
Réseaux hydrographique et routier de Belval.

### Climat
Pour des articles plus généraux, voir Climat du Grand Est et Climat des Vosges.
En 2010, le climat de la commune est de type climat de montagne, selon une étude du Centre national de la recherche scientifique s'appuyant sur une série de données couvrant la période 1971-2000. En 2020, Météo-France publie une typologie des climats de la France métropolitaine dans laquelle la commune est exposée à un climat semi-continental et est dans la région climatique  Vosges, caractérisée par une pluviométrie très élevée (1 500 à 2 000 mm/an) en toutes saisons et un hiver rude (moins de 1 °C). 
Pour la période 1971-2000, la température annuelle moyenne est de 8,9 °C, avec une amplitude thermique annuelle de 16,8 °C. Le cumul annuel moyen de précipitations est de 1 104 mm, avec 13,1 jours de précipitations en janvier et 10,9 jours en juillet. Pour la période 1991-2020, la température moyenne annuelle observée sur la station météorologique de Météo-France la plus proche, « Ban-de-Sapt », sur la commune de Ban-de-Sapt à 8 km à vol d'oiseau, est de 10,3 °C et le cumul annuel moyen de précipitations est de 1 027,3 mm. 
La température maximale relevée sur cette station est de 36,9 °C, atteinte le 7 août 2015 ; la température minimale est de −17 °C, atteinte le 19 décembre 2009,,. 
Les paramètres climatiques de la commune ont été estimés pour le milieu du siècle (2041-2070) selon différents scénarios d'émission de gaz à effet de serre à partir des nouvelles projections climatiques de référence DRIAS-2020. Ils sont consultables sur un site dédié publié par Météo-France en novembre 2022.

## Urbanisme

### Typologie
Au 1er janvier 2024, Belval est catégorisée commune rurale à habitat dispersé, selon la nouvelle grille communale de densité à sept niveaux définie par l'Insee en 2022.
Elle est située hors unité urbaine. Par ailleurs la commune fait partie de l'aire d'attraction de Strasbourg (partie française), dont elle est une commune de la couronne,. Cette aire, qui regroupe 268 communes, est catégorisée dans les aires de 700 000 habitants ou plus (hors Paris),.

### Occupation des sols
L'occupation des sols de la commune, telle qu'elle ressort de la base de données européenne d’occupation biophysique des sols Corine Land Cover (CLC), est marquée par l'importance des forêts et milieux semi-naturels (85,4 % en 2018), en augmentation par rapport à 1990 (83,5 %). La répartition détaillée en 2018 est la suivante : 
forêts (82,6 %), prairies (10,3 %), zones urbanisées (4,2 %), milieux à végétation arbustive et/ou herbacée (2,8 %), zones agricoles hétérogènes (0,1 %). L'évolution de l’occupation des sols de la commune et de ses infrastructures peut être observée sur les différentes représentations cartographiques du territoire : la carte de Cassini (XVIIIe siècle), la carte d'état-major (1820-1866) et les cartes ou photos aériennes de l'IGN pour la période actuelle (1950 à aujourd'hui).

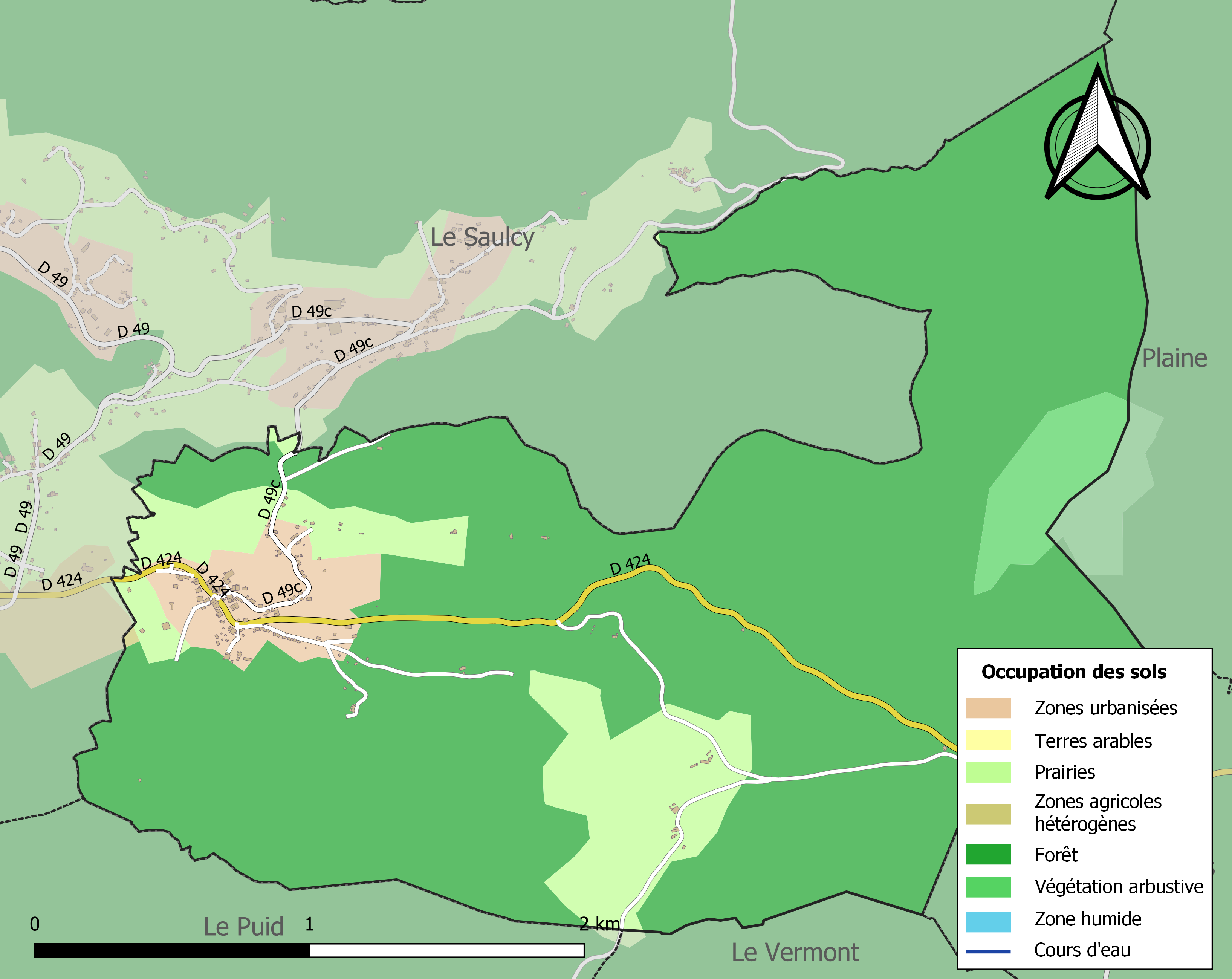
Carte des infrastructures et de l'occupation des sols de la commune en 2018 (CLC).

## Toponymie
Beleval (1222), Bolva (1656), Belval (1711), Belleville (1730 carte des Naudins), Belleval (1751)[réf. nécessaire].
Signification : la « belle vallée », le « beau vallon »[réf. nécessaire].

## Histoire

### XVIIIeetXIXesiècles
Le village faisait partie de la principauté de Salm, rattachée au royaume de France en 1793. Il se situe sur les hauteurs de la vallée du Rabodeau, au Pays des Abbayes, au pied du col du Hantz qui marque la limite avec l'Alsace. Entre 1870 et 1918, il fut un poste-frontière, l'Allemagne ayant annexé l'Alsace en redessinant les frontières sur les lignes de crête. Avant cela, le département des Vosges s'étendait au delà du col, sur la vallée de la Bruche. Cette portion n'a pas été "restituée" par l'administration française et se trouve désormais dans le Bas Rhin.
Comme tous les villages de la région, ses habitants étaient pour la plupart des agriculteurs (en 2014, un seul d'entre eux est encore éleveur) qui ont vécu l'essor des textiles après la guerre de 1870 avec l'implantation d'usines. La très grande majorité des terres cultivées et des pâturages ont été remplacés par des plantations à vocation forestière, en particulier l'épicéa et le sapin, occasionnant une "descente" de la forêt dans la vallée.

### XXesiècle
Une riche famille d'industriels, les Nansé, y bâtit un château au début du XXe siècle, dit château de Belval, alors qu'en réalité il se situe sur la commune voisine du Saulcy.
La Première Guerre mondiale eut des conséquences très dures pour la population, car le village se situait juste à l'arrière de la ligne de front, côté allemand faisant l'objet de réquisitions. Il subsiste un cimetière dit des Roumains qui a été retrouvé après la grande tempête de 1999.
La Seconde Guerre mondiale apporta aussi son lot de désolations. En 1944, après une série de parachutages d'armes durant l'été la Gestapo arrêta dans les semaines qui suivirent des dizaines de personnes accusées de résistance dans les villages des alentours, pour être réunies, interrogées voire torturées au château de Belval puis emmenées dans les camps. Beaucoup n'en revinrent pas.
Le 10 avril 1985 : un camion-citerne chargé d'hydrocarbures percute une résidence secondaire et explose. Quinze maisons s'embrasent, neuf seront totalement détruites. Le chauffeur du poids lourd est cependant la seule victime.

### XXIesiècle
Belval est un village doté d'un café, d'un café-restaurant, de locations touristiques et d'un club privé (l'Usine-club). Beaucoup de maisons deviennent des résidences secondaires pour les vacances.

## Politique et administration

### Budget et fiscalité 2022
En 2022, le budget de la commune était constitué ainsi :
- total des produits de fonctionnement : 160 000 €, soit 982 € par habitant ;
- total des charges de fonctionnement : 121 000 €, soit 743 € par habitant ;
- total des ressources d'investissement : 23 000 €, soit 139 € par habitant ;
- total des emplois d'investissement : 9 000 €, soit 57 € par habitant ;
- endettement : 32 000 €, soit 194 € par habitant.

Avec les taux de fiscalité suivants :
- taxe d'habitation : 23,80 % ;
- taxe foncière sur les propriétés bâties : 35,48 % ;
- taxe foncière sur les propriétés non bâties : 49,26 % ;
- taxe additionnelle à la taxe foncière sur les propriétés non bâties : 0,00 % ;
- cotisation foncière des entreprises : 0,00 %.

Chiffres clés Revenus et pauvreté des ménages en 2021 : médiane en 2021 du revenu disponible, par unité de consommation : 21 670 €.

## Liste des maires
| Période                                  | Période                       | Identité      | Étiquette | Qualité           |
| ---------------------------------------- | ----------------------------- | ------------- | --------- | ----------------- |
| Les données manquantes sont à compléter. |                               |               |           |                   |
|                                          |                               | Henri Marchal |           |                   |
| juin 1995                                | En cours (au 18 février 2015) | Francis Altan | DVD       | Chef d'entreprise |

## Population et société

### Démographie

#### Évolution démographique
L'évolution du nombre d'habitants est connue à travers les recensements de la population effectués dans la commune depuis 1793. Pour les communes de moins de 10 000 habitants, une enquête de recensement portant sur toute la population est réalisée tous les cinq ans, les populations de référence des années intermédiaires étant quant à elles estimées par interpolation ou extrapolation. Pour la commune, le premier recensement exhaustif entrant dans le cadre du nouveau dispositif a été réalisé en 2008.

En 2022, la commune comptait 153 habitants, en évolution de −0,65 % par rapport à 2016 (Vosges : −2,96 %, France hors Mayotte : +2,11 %).
| 1793 | 1800 | 1806 | 1821 | 1831 | 1836 | 1841 | 1846 | 1856 |
| ---- | ---- | ---- | ---- | ---- | ---- | ---- | ---- | ---- |
| 323  | 313  | 374  | 573  | 421  | 445  | 396  | 389  | 360  |

| 1861 | 1866 | 1876 | 1881 | 1886 | 1891 | 1896 | 1901 | 1906 |
| ---- | ---- | ---- | ---- | ---- | ---- | ---- | ---- | ---- |
| 379  | 405  | 434  | 428  | 422  | 429  | 418  | 388  | 368  |

| 1911 | 1921 | 1926 | 1931 | 1936 | 1946 | 1954 | 1962 | 1968 |
| ---- | ---- | ---- | ---- | ---- | ---- | ---- | ---- | ---- |
| 342  | 266  | 258  | 245  | 232  | 188  | 209  | 189  | 189  |

| 1975 | 1982 | 1990 | 1999 | 2006 | 2008 | 2013 | 2018 | 2022 |
| ---- | ---- | ---- | ---- | ---- | ---- | ---- | ---- | ---- |
| 157  | 162  | 144  | 160  | 172  | 175  | 152  | 159  | 153  |

### Enseignement
Établissements d'enseignements :
- Écoles maternelles et primaires à Le Saulcy, Moussey, Saulxures, Plaine, La Petite-Raon.
- Collèges à Senones, Provenchères-et-Colroy, La Broque, Schirmeck.
- Lycées à Schirmeck, Saint-Dié-des-Vosges.

### Santé
Professionnels et établissements de santé :
- Médecins à La Petite-Raon, Senones, Celles-sur-Plaine, Moyenmoutier.
- Pharmacies à La Petite-Raon, Senones, Celles-sur-Plaine, Saint-Blaise-la-Roche, Saales.
- Hôpitaux à Senones, Rothau, Badonviller.
- L’Association de Belval, implantée sur le territoire de la commune de Portieux, a pour mission d’accueillir, au sein de ses structures adaptées, des personnes adultes en situation de « fragilité » momentanée ou durable[24].

### Cultes
- Culte catholique, Paroisse Saint-Maurice-du-Rabodeau[25], Diocèse de Saint-Dié

## Économie

### Entreprises et commerces

#### Agriculture
- Culture de céréales, de légumineuses et de graines oléagineuses.
- Culture de plantes à épices, aromatiques, médicinales et pharmaceutiques.
- Sylviculture et autres activités forestières.
- Élevage de vaches laitières.
- Élevage d'autres bovins et de buffles.

#### Tourisme
- Hébergements et restauration à Belval, Grandrupt, Senones, Plaine, Saulxures.

#### Commerces
- Commerces et services de proximité.

## Culture locale et patrimoine

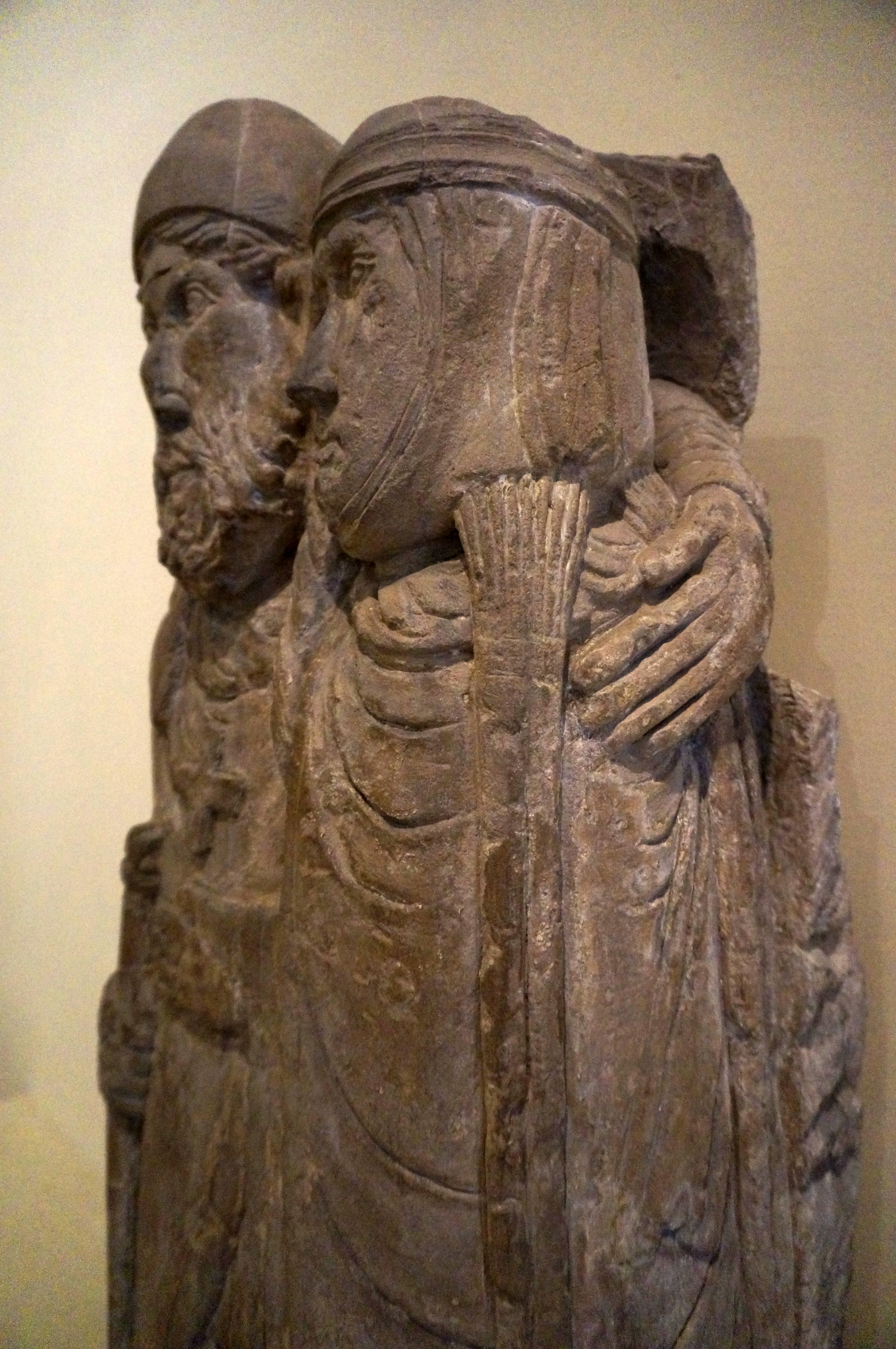
Sculpture "Le retour du croisé", au Musée Lorrain..
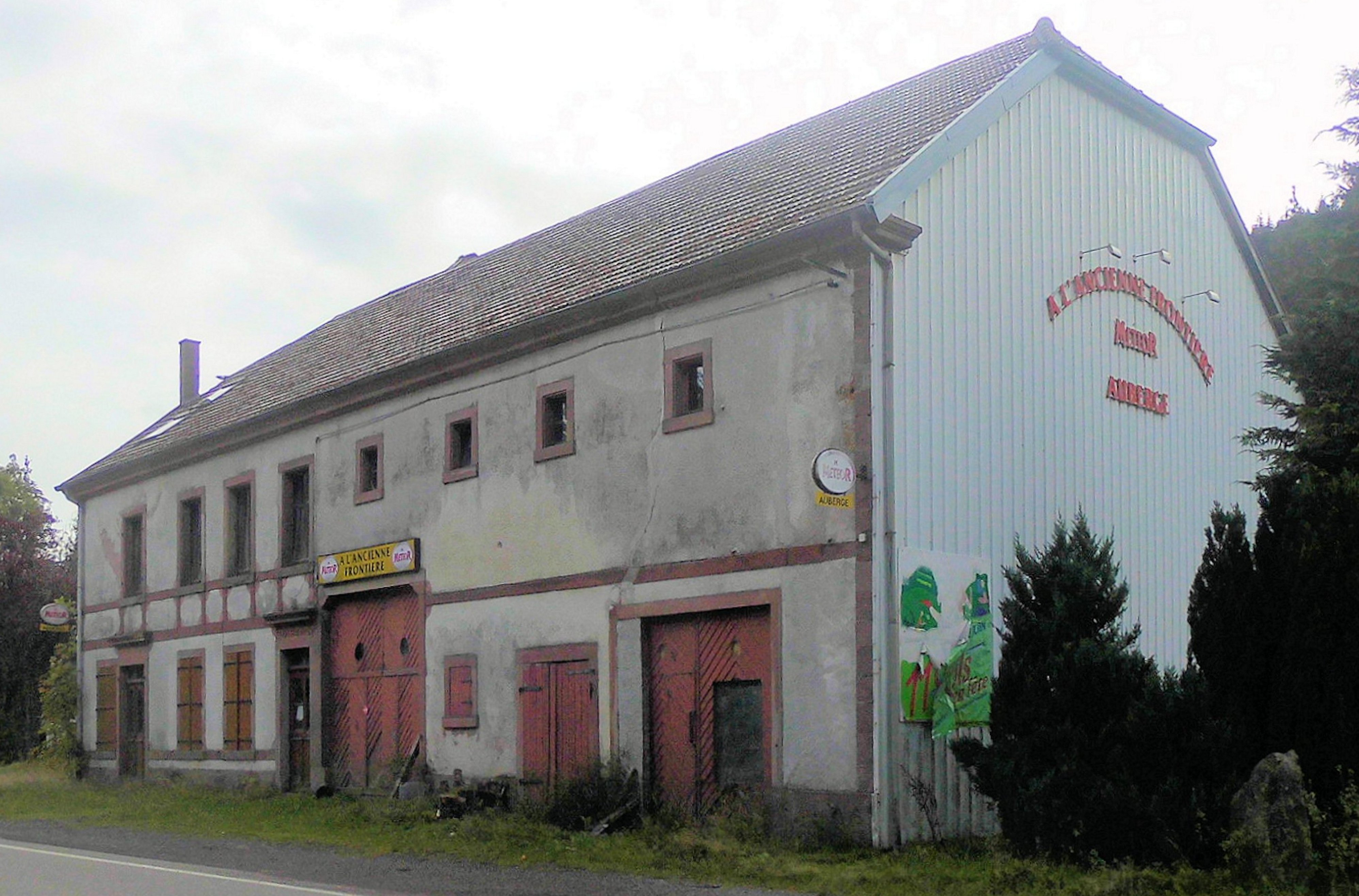
L'auberge "L'Ancienne frontière" au Col du Hantz..
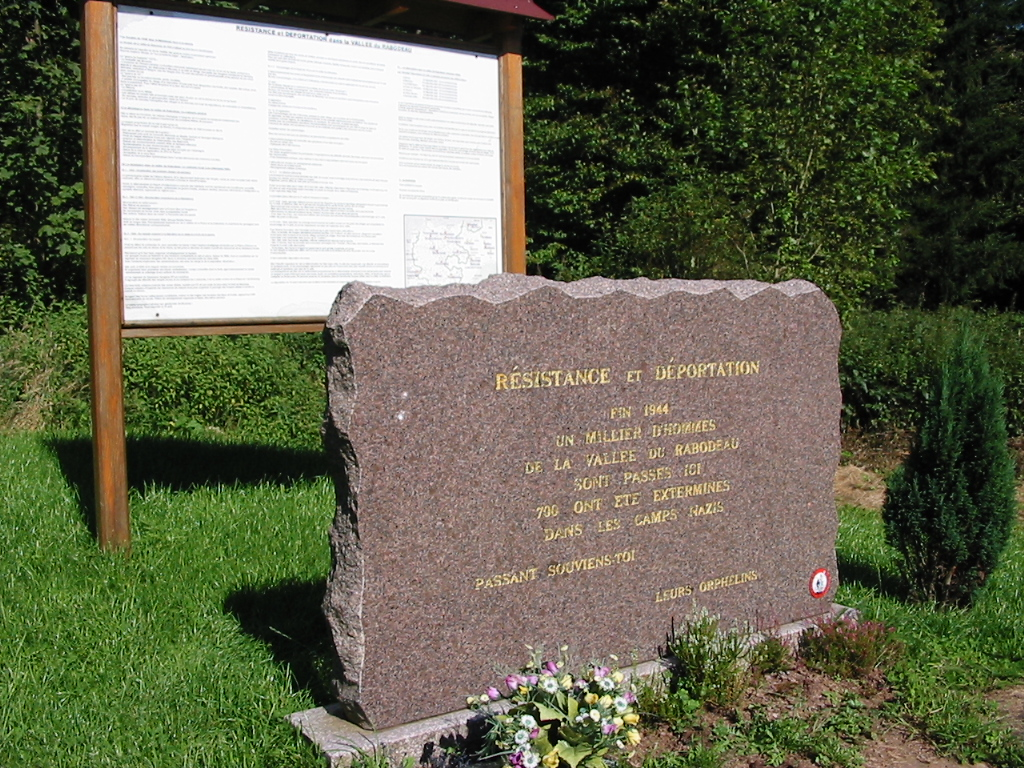
Stèle commémorative des déportations au Col du Hantz.
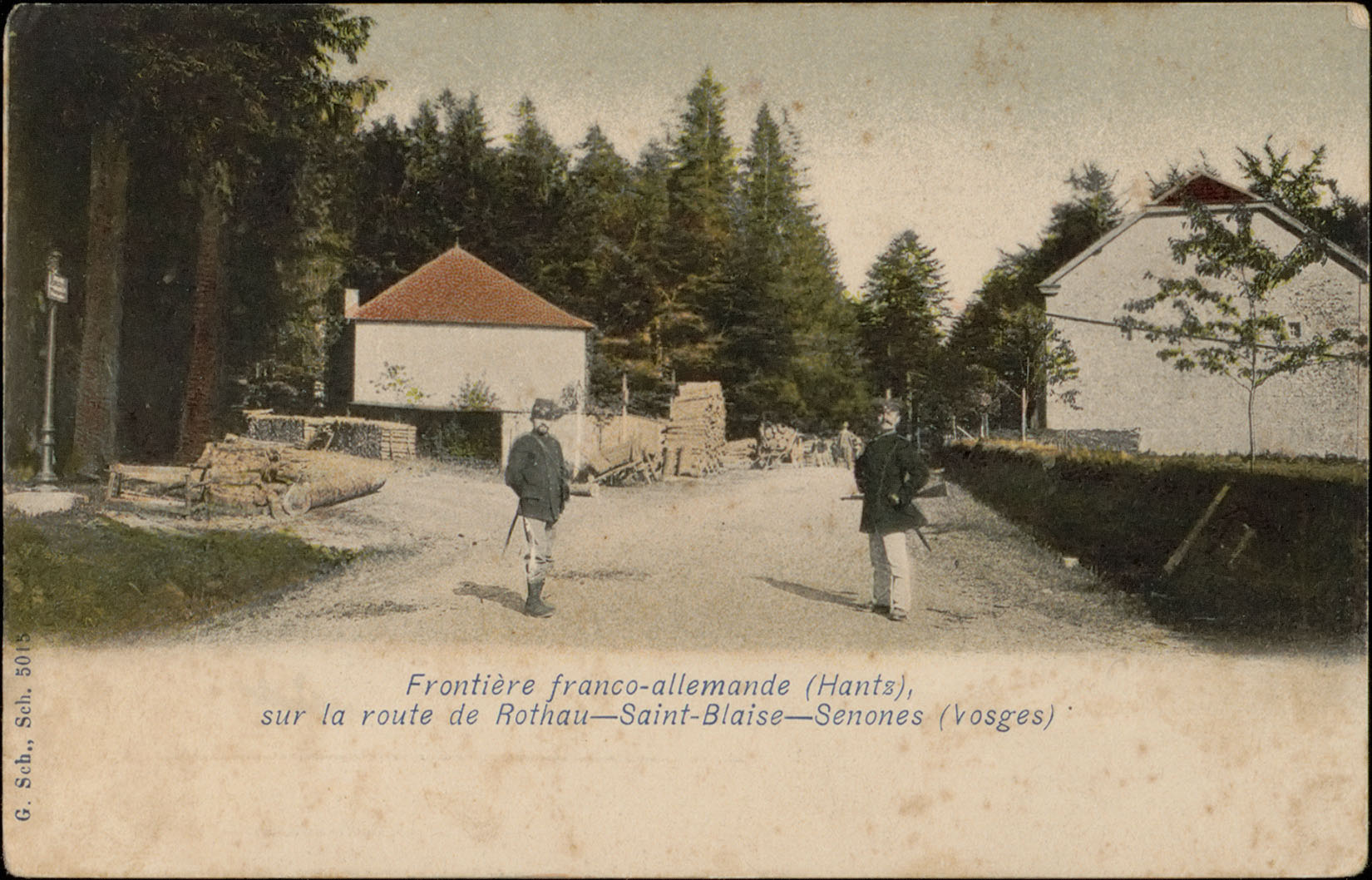
Carte postale n°5015, représentant la frontière franco-allemande sur la route de Rothau - Saint-Blaise - Senones, entre 1880 et 1945.

### Lieux et monuments
- Sculpture "Le retour du croisé", au Musée Lorrain[26],[27].
- Monuments commémoratifs[28],[29].
- Chapelle et ruine de Belval[30],[31],[32].

### Personnalités liées à la commune
- Patron de la commune de Portieux, saint Spinule ou Spin décède vers 680, moine de l’abbaye de Moyenmoutier ; ses reliques furent transférées à Belval le 18 mai 1104[33],[34].

## Pour approfondir